# Vladimir Glotov
Vladimir Stepanovitch Glotov (en russe : Владимир Степанович Глотов), est un footballeur soviétique puis russe né le 23 janvier 1937 et mort en 1981. Il évoluait au poste de défenseur.

## Biographie

### En club
Avec le club du Dynamo Moscou, il remporte un titre de champion d'URSS. 
Au total, il dispute 146 matchs en première division, pour deux buts inscrits.

### En équipe nationale
International soviétique, Glotov reçoit 5 sélections en équipe d'Union soviétique entre 1963 et 1964. 
Il joue son premier match en équipe nationale le 1er décembre 1963 contre le Maroc et son dernier le 11 octobre 1964 contre l'Autriche.
Il fait partie du groupe soviétique finaliste de l'Euro 1964, sans toutefois disputer de match durant la compétition.

## Statistiques
| Saison                | Club                  | Championnat           | Championnat | Championnat | Coupe(s) nationale(s) | Coupe(s) nationale(s) | Total | Total |
| Saison                | Club                  | Division              | M.          | B.          | M.                    | B.                    | M.    | B.    |
| 1960                  | Dynamo Moscou         | D1                    | 27          | 0           | 2                     | 0                     | 29    | 0     |
| 1961                  | Dynamo Moscou         | D1                    | 27          | 0           | 4                     | 0                     | 31    | 0     |
| 1962                  | Dynamo Moscou         | D1                    | 21          | 1           | 4                     | 0                     | 25    | 1     |
| 1963                  | Dynamo Moscou         | D1                    | 12          | 0           | 1                     | 0                     | 13    | 0     |
| 1964                  | Dynamo Moscou         | D1                    | 27          | 1           | 3                     | 0                     | 30    | 1     |
| 1965                  | Dynamo Moscou         | D1                    | 23          | 0           | -                     | -                     | 23    | 0     |
| 1966                  | Dynamo Moscou         | D1                    | 9           | 0           | -                     | -                     | 9     | 0     |
| Sous-total            | Sous-total            | Sous-total            | 146         | 2           | 14                    | 0                     | 160   | 2     |
| 1968                  | Torpedo Lioubertsy    | D3                    | 3           | 0           | -                     | -                     | 3     | 0     |
| Total sur la carrière | Total sur la carrière | Total sur la carrière | 149         | 0           | 14                    | 0                     | 163   | 0     |

## Palmarès
Avec le Dynamo Moscou :
- Champion d'URSS en 1963

Avec l'URSS :
- Finaliste de l'Euro 1964